# Asedio de Jadotville
El asedio de Jadotville tuvo lugar en septiembre de 1961, durante la intervención de la ONU en el conflicto de Katanga en el Congo, África central. La Compañía A (Batallón 15) del Ejército Irlandés, que estaba sirviendo a la ONU, fue atacada por tropas leales al primer ministro de Katanga Moise Tshombe. 
Los soldados irlandeses, escasamente equipados, resistieron los asaltos katangueses durante seis días en Jadotville (hoy en día, Likasi), aunque éstos eran mucho más numerosos. La compañía irlandesa fue obligada a rendirse, después de 6 días de combates, de quedarse sin suministros ni munición y con escasez de agua. Fueron prisioneros de guerra durante aproximadamente un mes.
Este episodio marcó la primera batalla del ejército irlandés contra el de otro país desde su creación.

## Antecedentes
La mina Shinkolobwe, cercana a Jadotville, había sido descrita en un informe del Proyecto Manhattan de 1943 como el depósito de uranio más importante descubierto hasta entonces en el mundo. Se usó uranio de esta mina para construir las bombas arrojadas en Hiroshima y Nagasaki en 1945.
El Miércoles 13 de septiembre de 1961, las fuerzas de la ONU en Katanga lanzaron una ofensiva militar, bajo el nombre en código de Operación Morthor, contra los mercenarios que trabajaban para el Estado Katangués, que se había separado de la República del Congo (Léopoldville) en julio de 1960. De acuerdo con su mandato, las fuerzas de la Operación de Naciones Unidas en el Congo habrían de mantenerse estrictamente neutrales en el conflicto. Sin embargo, los líderes katangueses creían que no estaban cumpliendo con su mandato sino alineándose con el Gobierno Central Congoleño, sus enemigos. Al poco tiempo del inicio de la Operación Morthor, los katangueses iniciaron un contraataque hacia una unidad militar de la ONU aislada en el pueblo minero de Jadotville, a unos 100 kilómetros de la base principal de la ONU en Lubumbashi. Unos 155 soldados irlandeses, denominados como "Compañía A" habían sido enviados allí, principalmente para asistir a la población civil, ya que el Ministro de Asuntos Exteriores de Bélgica se había comunicado con el Secretario General de Naciones Unidas para comunicarle que los pobladores belgas y locales estaban desprotegidos allí.
Sin embargo, al llegar a Jadotville, las tropas irlandesas no fueron bien recibidas por la población local, que estaba más a favor de los katangueses que de la ONU. Las compañías de los Cuerpos de Paz que habían estado antes allí (una irlandesa y otra sueca) habían sido trasladadas antes de que llegara la compañía comandada por Quinlan. Si bien no está claro por qué los katangueses habrían querido aislar a las tropas irlandesas, algunos analistas han sugerido que la estrategia podría haber sido tomarlos como prisioneros para obtener una ventaja en las negociaciones con la ONU.

## La batalla

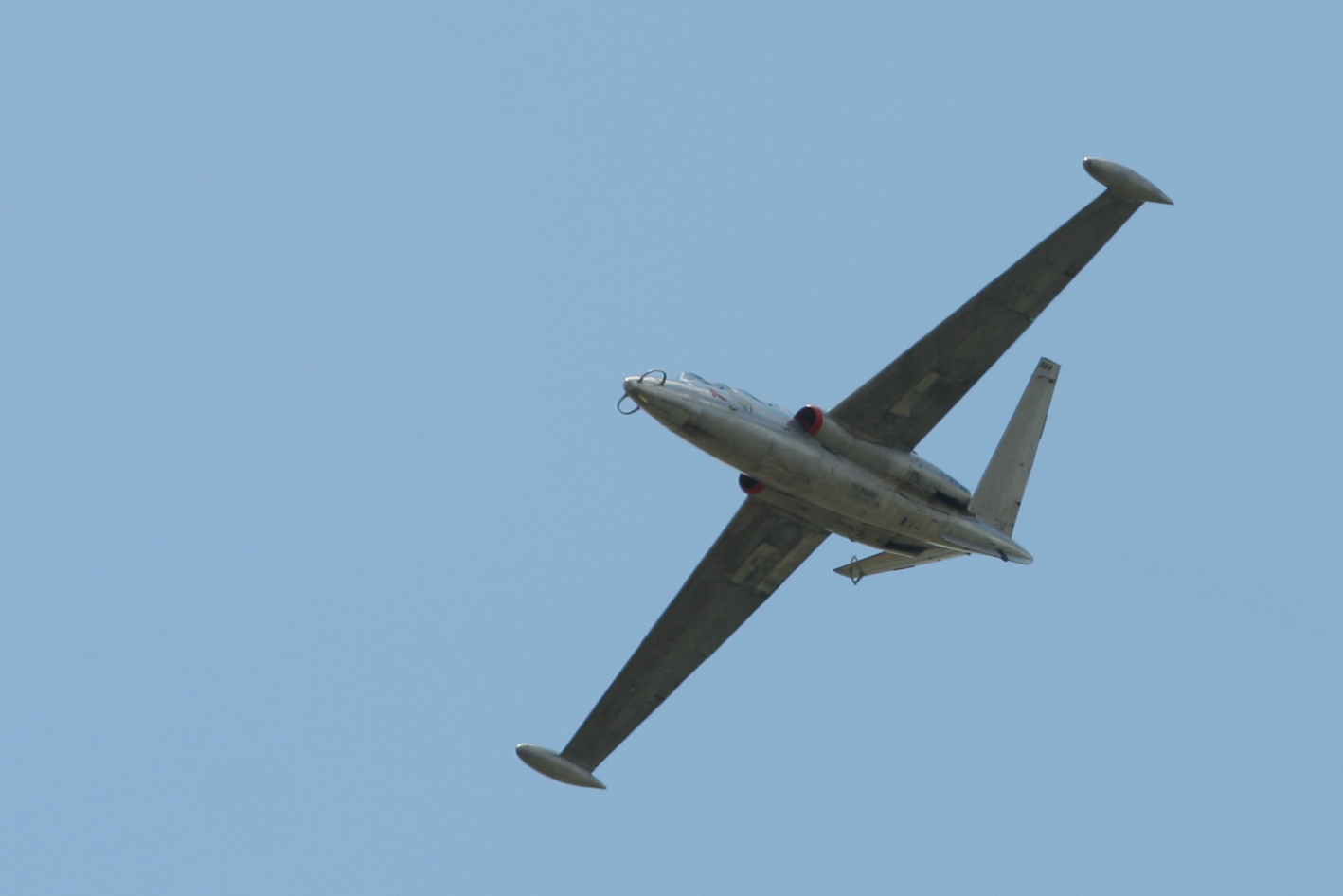
Un Fouga Magister similar al que usaron las fuerzas kataguenses en el asedio.

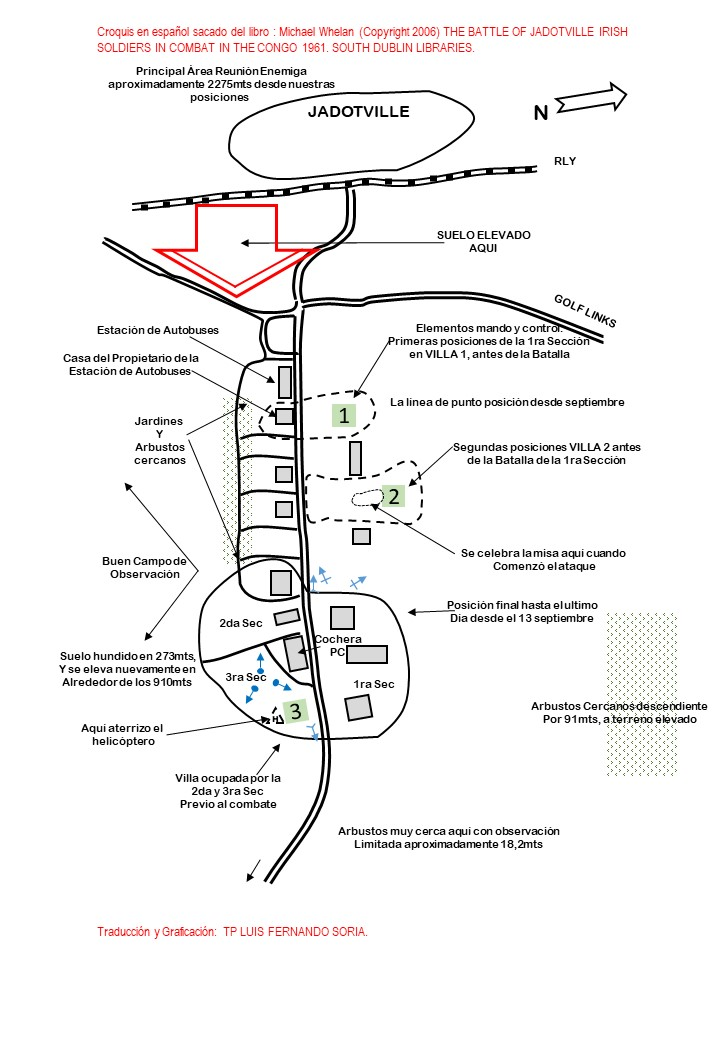
croquis hecho por un veterano.

El 9 de septiembre de 1961, las fuerzas de la ONU de Dag Hammarskjöld lanzaron una ofensiva (operación MORTHOR) contra el estado de Katanga para poner fin a la secesión y la restauración como provincia de la República Democrática del Congo. Poco después, tropas mercenarias, gendarmes katangueses, guerreros de la tribu Luba y residentes belgas, atacaron la base de las fuerzas de la ONU emplazadas en Jadotville.
El contingente de 155 soldados irlandeses de la ONU fue atacado durante la ceremonia de una misa de campaña al aire libre, pero adoptaron el dispositivo defensivo. Los atacantes (entre 500 y hasta 4000, según las versiones) abrieron fuego de morteros y cañones de 75 mm, apoyados por un avión de entrenamiento artillado Fouga Magister. Pese a su inferioridad numérica y de equipo, los irlandeses contraatacaron con fuego de morteros ligeros de 60 mm y armas individuales. Una fuerza de socorro constituida por cascos azules suecos e irlandeses, no llegó para liberarlos del sitio. Sin comunicaciones adecuadas con su comando superior en Elisabethville (actual Lubumbashi), y ante lo insostenible de la situación, el comandante Quinlan se rindió a los atacantes.

## Consecuencias
Después de la rendición, los soldados irlandeses, fueron retenidos como prisioneros siendo posteriormente intercambiados por prisioneros en manos del gobierno central del Congo de Kasavubu, lo cual resultó una situación embarazosa para la ONU.
Pese a que no se encontraron motivos de mala conducta, el gobierno de Irlanda no reconoció el desempeño de las tropas de la compañía A, a pesar de que su comandante solicitó se otorgaran medallas de honor (MMG), a varios integrantes. Por el contrario haber participado en esa acción, llegó a ser motivo de burla. El mismo comandante Quinlan, quien terminó su carrera como coronel, falleció en 1997 sin ningún reconocimiento.
En 2004, después de una larga campaña iniciada por el soldado retirado John Gorman, quien había servido en Jadotville, el ministro de defensa de Irlanda O´Dea accedió a revisar la participación en la batalla de Jadotville. Desde 2005, una estela conmemorativa honra a la compañía A en los predios de Costume Barracks en Athlone y el retrato del coronel Quinlan luce en el salón "Congo" de la escuela de entrenamiento para ONU de las Fuerzas de Defensa Irlandesas (UNTSI).

## En la cultura popular
En 2004, RTÉ Radio 1 estrenó un documental radial sobre el evento.
En el 2016, la plataforma Netflix estrenó la película El asedio de Jadotville, basada en este evento y en el libro The Siege at Jadotville: The Irish Army's Forgotten Battle (2005) escrito por Declan Power.